# لاک‌پشت خاردار نرم‌کاسه
لاک‌پشت خاردار نرم‌کاسه (Apalone spinifera ) یک گونه از لاک‌پشت‌های نرم‌کاسه است که یکی از بزرگترین گونه‌های لاک پشت آب شیرین در آمریکای شمالی است.
لاک پشت‌های نرم کاسه از انواع مواد غذایی تغذیه می‌کنند. آنها معمولاً از حشرات، خرچنگ، ماهی، ذخایر جلبک و سایر مواد گیاهی و صدف سیاه استفاده می‌کنند. آنها می‌توانند به‌طور فعال شکار کنند یا خود را در ماسه دفن کنند و منتظر طعمه باشند.

## نگارخانه

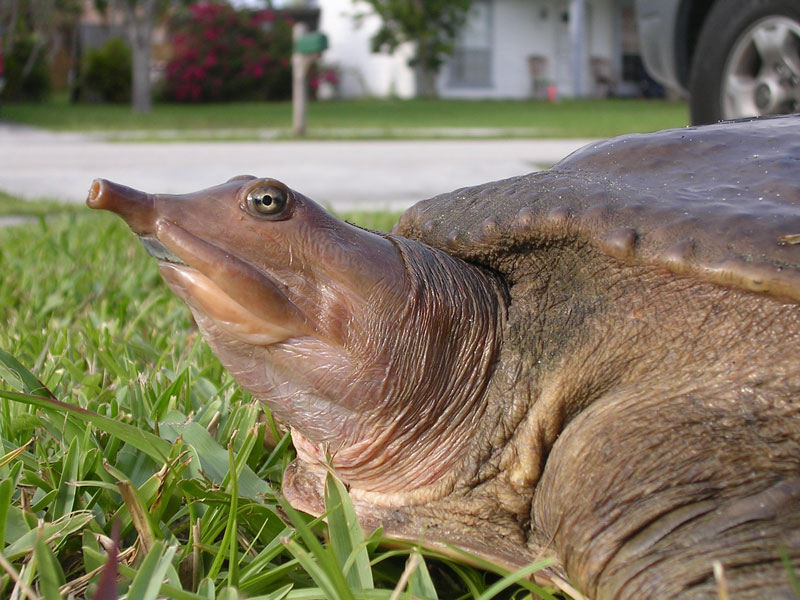
سر یک لاک پشت خاردار نرم کاسه
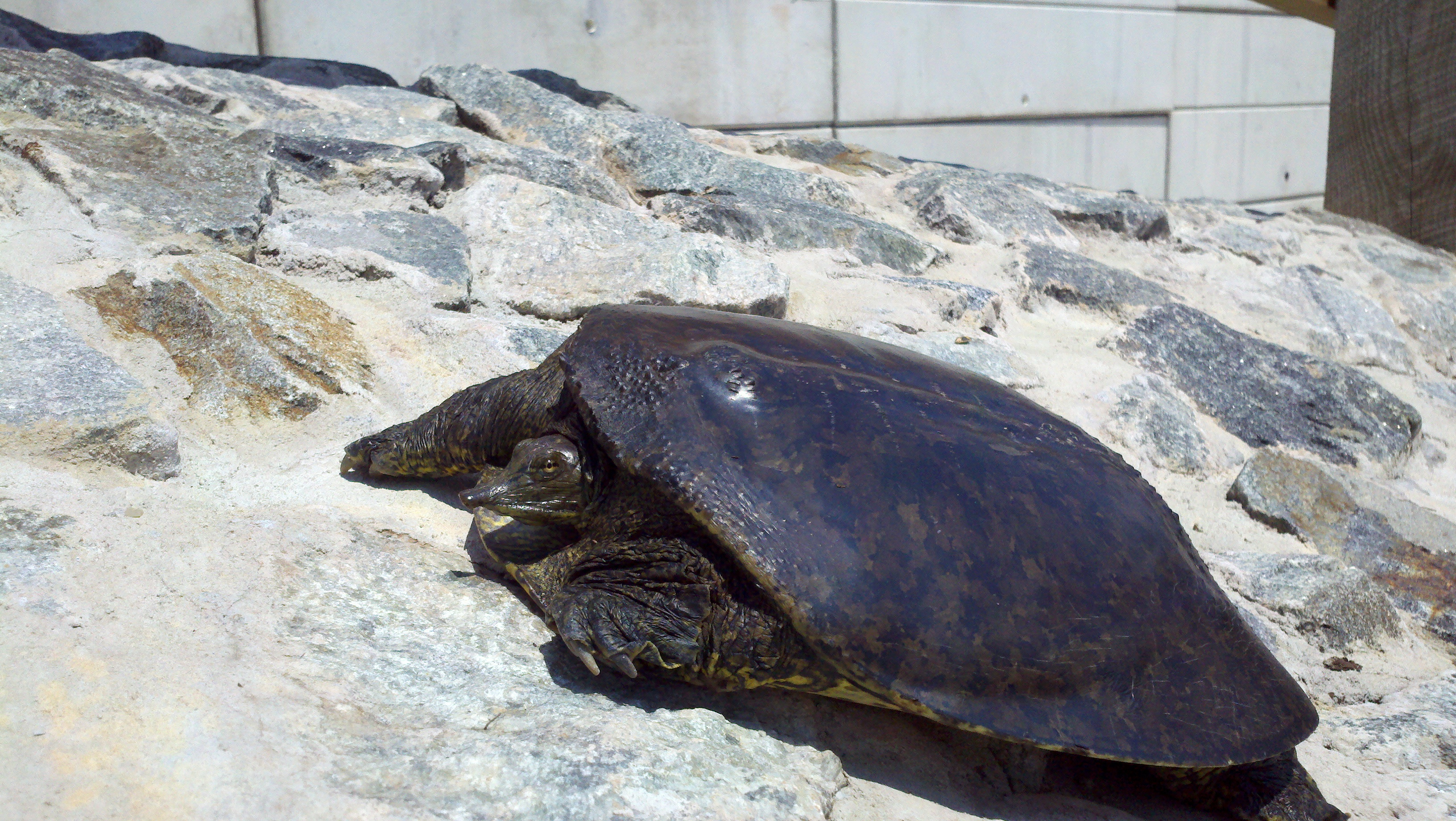
یک لاک پشت نرم کاسه در حال آفتاب گرفتن